# Bremach

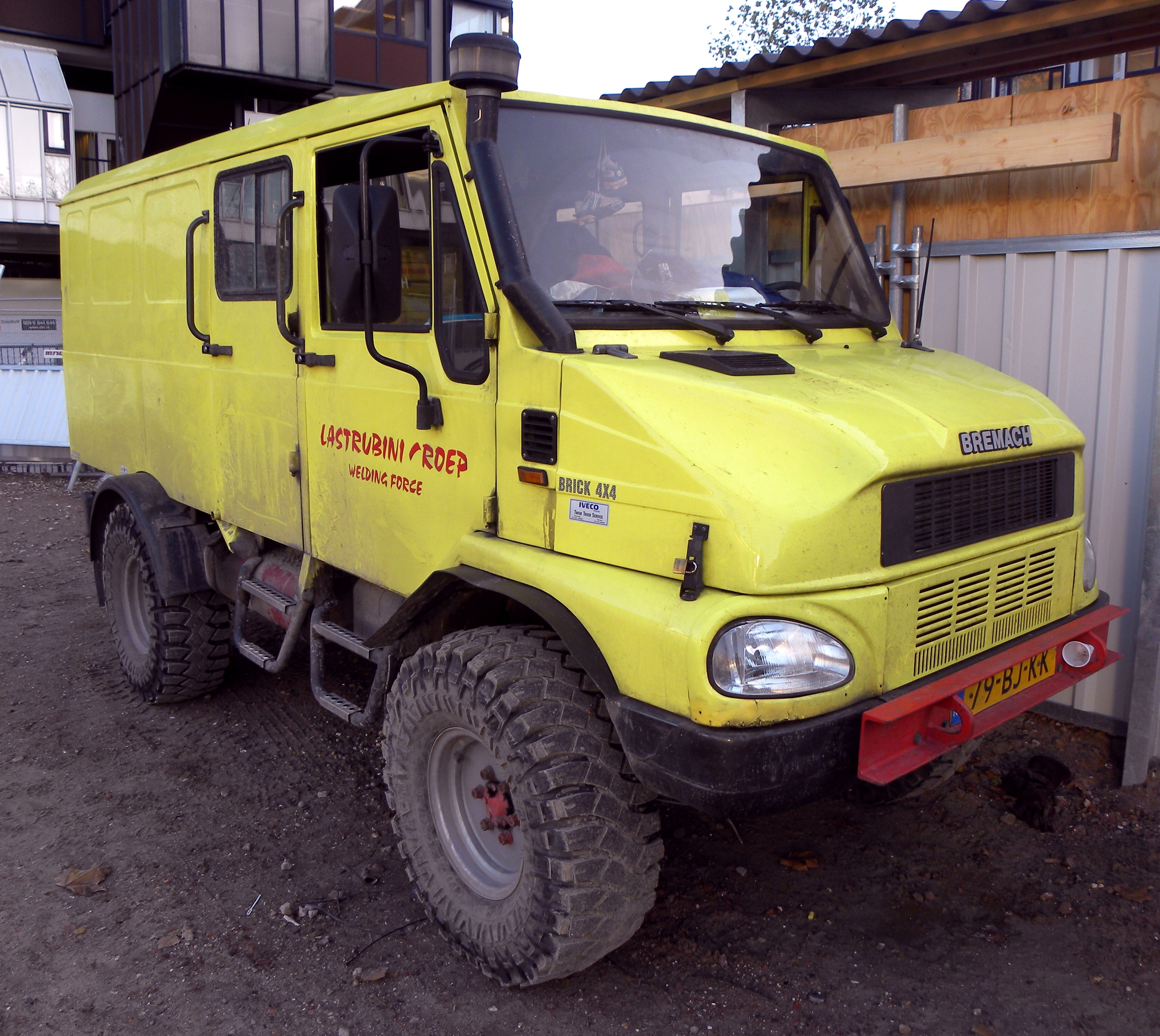
Bremach iveco

Bremach era un'azienda italiana produttrice di autoveicoli da lavoro. È stata fondata a Varese nel 1956 dai fratelli Stefano e Angelo Brenna col nome Fratelli BRENNA come officina di riparazione di veicoli per conto di terzi. Operava anche nella realizzazione di elaborazioni per mezzi speciali, sia militari che civili ed era attiva in tutto il mondo principalmente in Europa e America settentrionale. Nell'ultimo periodo, prima del fallimento dichiarato definitivamente nel 2018, aveva la sede produttiva a Castenedolo nella provincia di Brescia.

## Storia

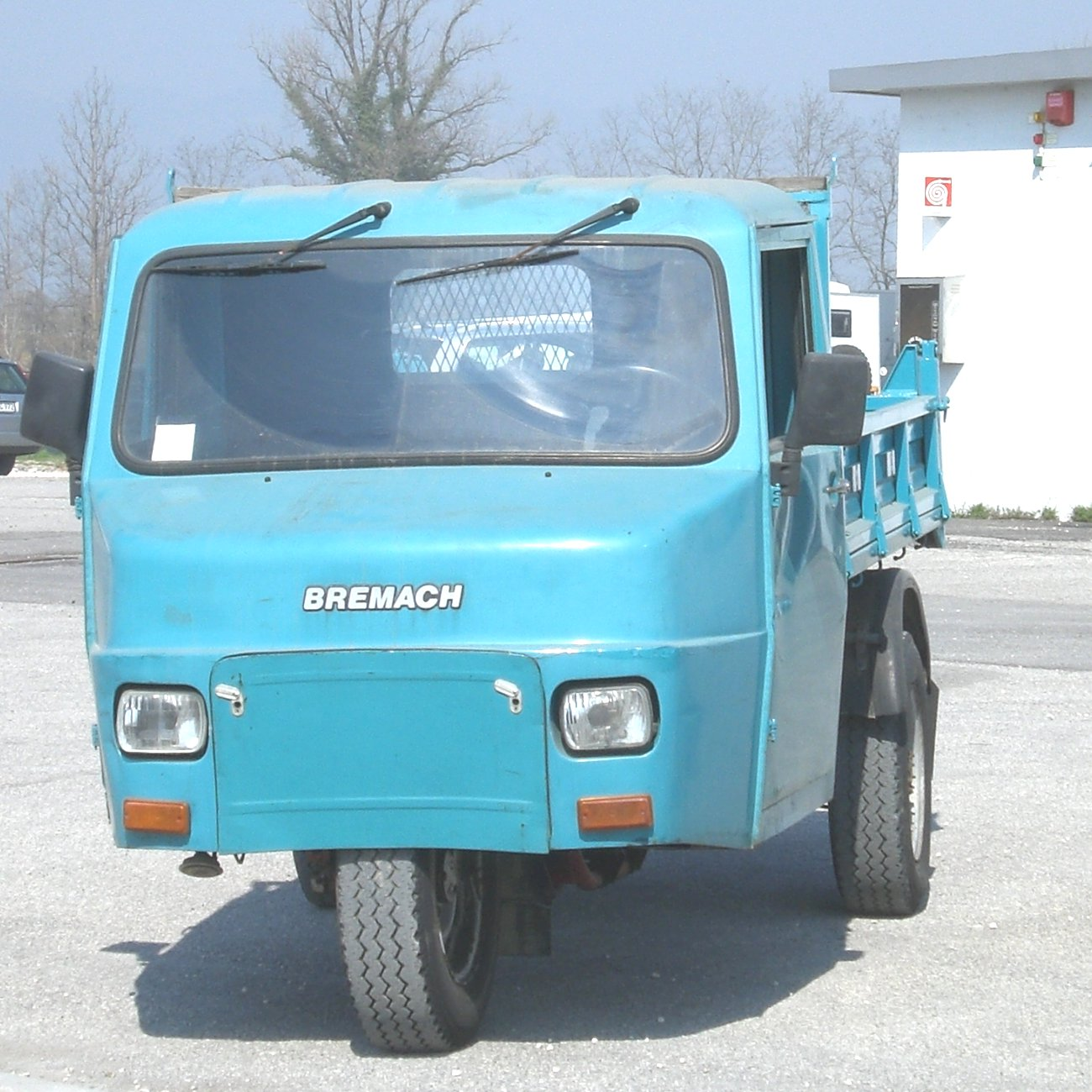
Motocarro Bremach, il primo prodotto dell'azienda

Il primo esempio di marchio Bremach applicato a un veicolo avviene verso la fine degli anni sessanta quando l'azienda decide di acquistare un progetto, e quindi i relativi diritti di produzione, dalla Aeronautica Macchi; Da qui il nome BREMACH, unione di BREnna e MAcCHi. Si trattava di un motocarro a tre ruote, con grandi doti di affidabilità e costi di utilizzo ridotti, indicato per trasporti a corto raggio: il Macchi MB1. Col passare del tempo l'azienda inizia a sviluppare in proprio i modelli successivi rimanendo sempre nel settore dei veicoli di trasporto leggeri, realizzando autocarri da trasporto e lavoro di categoria N1 ovvero con massa a pieno carico non superiore alle 3.5 tonnellate.
Successivamente amplia le versioni dei suoi modelli, andando anche a coprire parte della categoria N2, realizzando veicoli da 6 tonnellate. Nel 1988 l'azienda cambia denominazione in Bremach-Fb Srl per poi entrare nel 1999 nel gruppo PRODE (ex Valsella Meccanotecnica): gruppo industriale italiano che tra gli altri settori opera nel settore automobilistico con la società di ingegnerizzazione e automotive design Darmak. Nel 2006 la produzione viene trasferita da Varese a Castenedolo mentre nel 2009 la capogruppo PRODE arriva ad un accordo con una società statunitense: la American Custom Golf Carts; al fine di espandere il mercato per i veicoli Bremach. Con questa operazione inizia a commercializzare veicoli anche negli USA. Nel 2010 il gruppo industriale PRODE subisce una completa riorganizzazione. Successivamente allo scorporo della Bremach dal resto del gruppo quest'ultimo cessa di esistere e le altre aziende diventano indipendenti. Nasce quindi nel 2010 la Bremach Industrie srl che al momento della scissione acquista i diritti di produzione dei veicoli dalla PRODE e mantiene lo stabilimento produttivo a Castenedolo dove ha sede.

## Produzione e collaborazioni

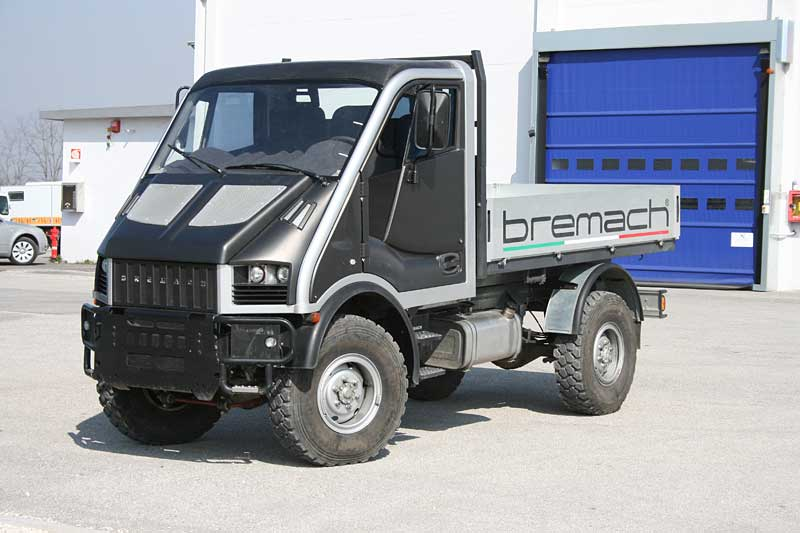
Il Bremach T-REX, modello con cassone e cabina singola

Bremach Industrie srl era presente nel mercato unicamente con il modello T-REX; la sua produzione avveniva in Italia e veniva commercializzato in varie parti del mondo. Nel mercato statunitense era presente grazie alla filiale Bremach Inc., società nata da un accordo fra il vecchio gruppo societario PRODE e la American Custom Golf Carts, che ha sede a Sandy Valley nello stato del Nevada.
La Bremach aveva stipulato anche un contratto di licenza con la Steyr per la commercializzazione del modello T-REX nei mercati arabi. Tale modello veniva venduto, sotto licenza, con marchio STI Steyr e denominato LTV-HD (Light Tactical Vehicle-Heavy Duty); il suffisso HD serve a differenziarlo da un altro veicolo prodotto in Italia e venduto su licenza dalla Steyr: l'Iveco Daily 4x4.

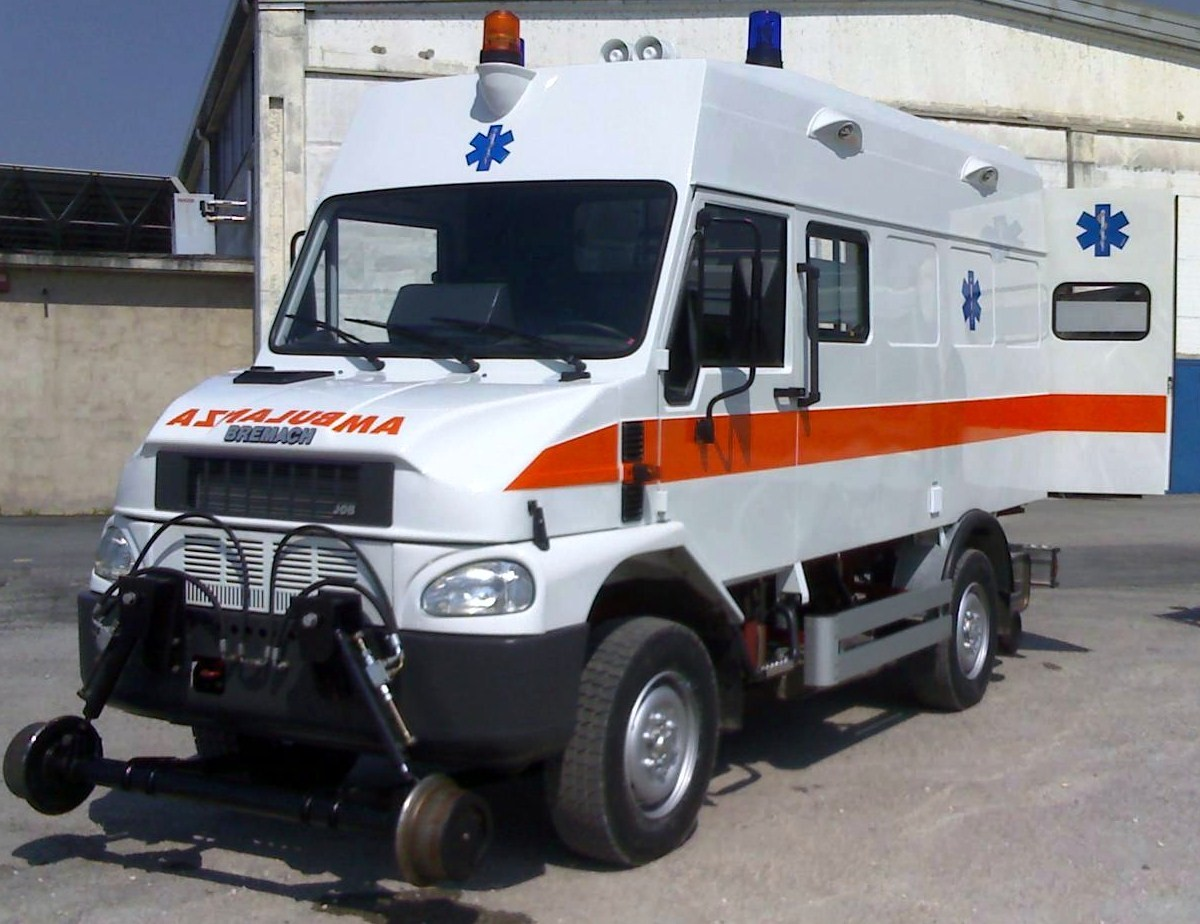
Un Bremach Job in versione ambulanza con allestimento strada/rotaia

## Elaborazioni e applicazioni speciali
L'azienda era specializzata nella realizzazione di versioni speciali dei propri veicoli per organi di servizio pubblico o privato come Vigili del Fuoco, primo soccorso, forze dell'ordine, militari, ferrovie o veicoli pensati per altri servizi come, per esempio, spargisale, spazzaneve o camper da ricerca o da lavoro.

## Chiusura
Nel marzo 2018 la Corte di cassazione dichiara fallita la Bremach.